# Centriol

Schemă a unui centriol indicând tripletele de microtuburi

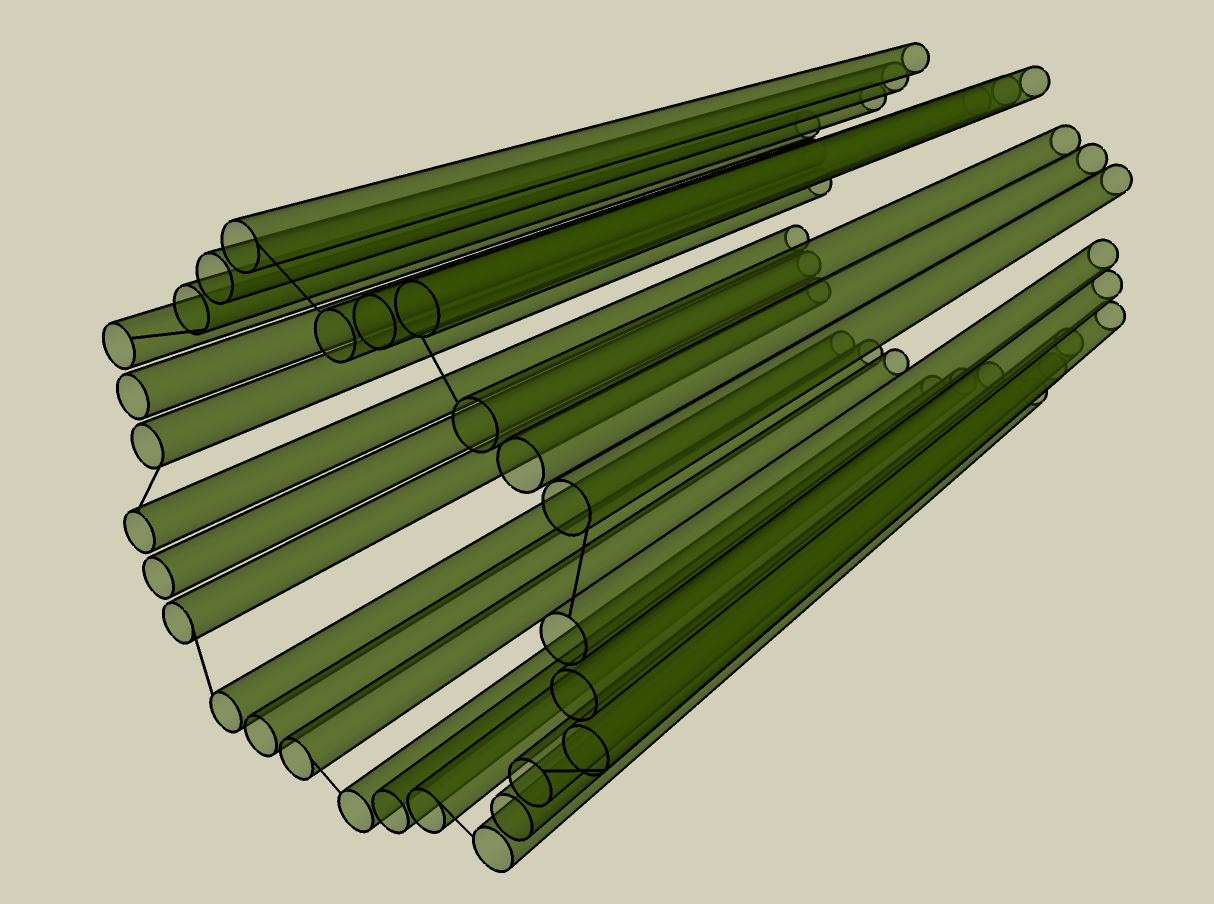
Perspectivă tridimensională a unui centriol

Centriolul este de forma unei structuri microtubulare, parte componentă a centrozomului.
Microtuburile centriolului sunt amplasate unul peste altul într-un sector mai dens al citoplasmei din apropierea nucleului. Fiecare centriol prezintă un microcilindru lung de circa 0,3 µm (nanometru) cu un diametru de 0,1 µm format din mai multe microtuburi amplasate in cerc câte trei.
Centriolul este alcătuit din 9 grupuri de 3 microtuburi aranjate sub forma unui cilindru. Fiecare celulă are doi centrioli.